# Possessed 13
Possessed 13 – album studyjny szwedzkiego zespołu melodic death metalowego The Crown. Wydawnictwo ukazało się 20 października 2003 roku nakładem wytwórni muzycznej Metal Blade Records. Płyta dotarła do 54. miejsca szwedzkiej listy przebojów – Sverigetopplistan.

## Lista utworów
Opracowano na podstawie materiału źródłowego.
1. "No Tomorrow" - 03:51
2. "Face of Destruction - Deep Hit of Death" - 02:59
3. "Deliverance" - 04:39
4. "Cold Is the Grave" - 04:07
5. "Dream Bloody Hell" - 03:33 (utwór instrumentalny)
6. "Morningstar Rising" - 03:36
7. "Are You Morbid?" - 03:33
8. "Bow to None" - 04:17
9. "Kill 'em All" - 04:45
10. "Natashead Overdrive" - 03:42
11. "Zombiefied!" - 02:35
12. "Dawn of Emptiness" - 06:03
13. "In Memoriam" - 02:51 (utwór instrumentalny)